# Saint-Crépin-de-Richemont
Saint-Crépin-de-Richemont là một xã, nằm ở tỉnh Dordogne vùng Aquitaine của Pháp. Xã này có diện tích 25,58 kilômét vuông, dân số năm 2006 là 222 người. Xã nằm ở khu vực có độ cao trung bình 147 m trên mực nước biển.

## Thông tin nhân khẩu
| Năm    | 1962 | 1968 | 1975 | 1982 | 1990 | 1999 | 2006 |
| ------ | ---- | ---- | ---- | ---- | ---- | ---- | ---- |
| Dân số | 339  | 326  | 246  | 239  | 207  | 202  | 222  |